# Lista över lasertyper
Lista över olika lasertyper:

## Gaslaser
- Helium-neonlaser
- Argonjonlaser
- Kryptonlaser
- Xenon ionlaser
- Kvävelaser
- Koldioxidlaser
- Kolmonoxidlaser
- Excimerlaser

## Kemisk laser
- Väte fluorlaser
- Deuterium fluorlaser
- COIL (Chemical oxygen-iodine laser)

## Solidstate laser
- Rubinlaser
- Nd:YAG-laser
- Neodymdopad glaslaser

## Halvledarlasrar
- Halvledarlaser
- GaN
- AlGaAs
- InGaAsP

## Övriga
- Ramanlaser